# 日本のあさあけ
「日本のあさあけ」（にほんのあさあけ）は、1952年（昭和27年）にサンフランシスコ講和条約発効および日本国憲法施行5周年を記念して作成された日本の国民歌である。作詞・斎藤茂吉、作曲・信時潔。

## 解説
1951年（昭和26年）に第3次吉田第2次改造内閣の下でサンフランシスコ講和条約が締結され、6年に及んだ占領体制が終局する目処が立ったことを記念して天野貞祐文部大臣の提唱で翌1952年（昭和27年）4月28日の記念式典で演奏される祝典歌が作成されることになった。作詞・作曲の公募は実施せず作詞が歌人の斎藤茂吉、作曲が5年前の新憲法施行記念国民歌「われらの日本」と同じ信時潔に依頼され、4月8日に天野文部大臣が完成発表を行った。
文部省では祝典歌の決定に伴い全国の教育委員会を通じて学校に指導通知を行う方針を表明したが、歌詞と楽譜が新聞に掲載された直後から斎藤の歌詞が復古調の文語体を使用しているため難解であるとして問題視された。参議院文部委員会で共産党の岩間正男が
| 「 | 我々はやはりこの作品に対する一つの今の文部政策、国語政策、こういう観点からこれに対して当然批判というものを持たなければならぬ。而も我々としては今、日本の当面している現代の新らしくこれから生きて行かなければならないところの日本の門出に当つて、こういうような復古調というものが果してふさわしいかどうか、その批判ですね。これが茂吉が作ろうが誰が作ろうが、そんなことは問題でない。我々はこれをプライベートにやられるのなら何も問題ない。ただ文部省がそういう肝いりで制定され、而もそれが参考にしろ流され、歌う所は歌つてくれ、こういうことになるのですが、文部省がそういうふうにして流しますと、努力して歌う。わからなくても教えるということが、全部ではないにしても起りかねない。こういうことによつて国語の政策とか、そういうところに混乱とか、そういうものが起り得る。 （中略） 一体この歌の芸風はどういう芸風になるかという、これは手中局長も天野大臣も御承知の通り高千穂の歌か何かのこれは芸風ですよ。この中の「とほつおや」とかいう回想に持つて行つて、あの時代のつまり何と言いますか、戰争中の皇室中心主義に持つて行つて、軍国主義と結び付いたこういう芸風が抜け切れないで新たな形で出て来ておる、ここが問題だ。 | 」 |

と言文一致を進める国語政策と相容れないのではないかと言う観点から批判したのを始め、社会党からもこの楽曲を国民歌として学校で指導することへの抵抗が相次いだ。そのためか指導通知は事実上の立ち消えとなっているが、同時期に発行された自治体広報では歌詞と楽譜を掲載しているものが見られる。
「日本のあさあけ」発表から10年後の1962年（昭和37年）には、内閣と総理府がNHKおよび民放・新聞・レコード各社の協賛で新国民歌「若い日本」を作成している。